# Horsters

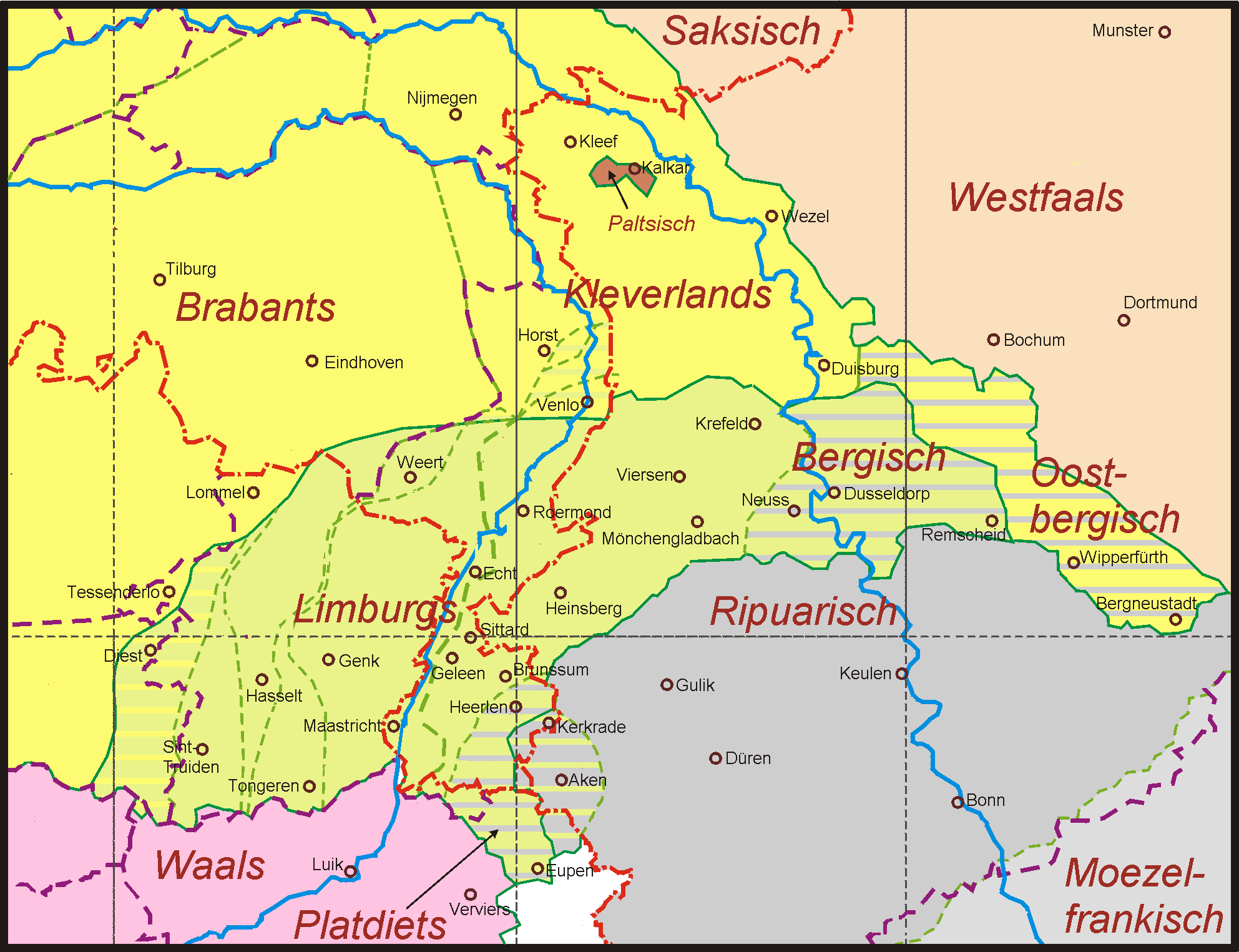
- HET LIMBURGS TAALLANDSCHAP -
Het zuidelijk Limburgs-Nederrijnse dialectcontinuüm

Het Horsters (in Horster dialect: Haorster) is een Brabants-Limburgs overgangsdialect dat gesproken wordt in een brede zone rond de plaats Horst in de Nederlandse provincie Limburg. Het wordt ook gesproken in de dorpen Arcen, Broekhuizen, Hegelsom, Meterik, America, Melderslo en Lottum. In andere dorpen van de gemeente Horst aan de Maas worden andere, soms zelfs heel verschillende dialecten gesproken. De dialecten van Sevenum en Grubbenvorst hebben meer gemeen met het Venloos en andere Limburgse dialecten dan met het Horsters. Hoewel het Horsters ook Brabantse en Zuid-Gelderse kenmerken heeft, is het volgens nieuwe inzichten toch een Limburgs en geen Kleverlands dialect. De sprekers zelf delen hun dialect meestal ook in bij het Limburgs. De begrenzing wordt gevormd door de mich-mij-lijn, die tussen Horst en Sevenum door loopt, waardoor het Sevenums in nog sterkere mate tot het Limburgs wordt gerekend.

## Indeling en de problemen die het met zich meebrengt
Het Horsters is een typisch overgangsdialect tussen het Limburgs ten zuid(oost)en van Horst en het Brabants/Kleverlandse dialect ten noorden ervan. Men spreekt wel van de Horster band om deze taalkundige overgangszone aan te duiden. Horst ligt ten noorden van de Uerdinger linie en ook ten noorden van de Panningerlinie het Horsters ligt ten noorden van de belangrijkste twee isoglossen en heeft niet meegedaan aan de Hoogduitse klankverschuiving. In dit opzicht sluit het Horsters aan bij het Brabants of Kleverlands, maar omdat het Horsters wel ten zuiden van de betoningslijn ligt (stoottoon en sleeptoon) is het toch duidelijk een overgangsdialect met het Limburgs.

### Noordelijke en westelijke kenmerken
In de volgende gevallen komt het Horsters overeen met het Kleverlands of zelfs met het Brabants:
- Het gebruik van het voornaamwoord ik voor de eerste persoon enkelvoud nominatief en niet ich, zoals vanaf Helden, Baarlo, Tegelen zuidwaarts voorkomt;
- Het gebruik van het voornaamwoord meej, en niet mich, voor de eerste persoon enkelvoud datief-accusatief;
- Het ontbreken van doe en dich voor de tweede persoon enkelvoud, waarvoor het Horsters respectievelijk geej en ów gebruikt;
- Het gebruik van het voorzetsel hoe in plaats van het Limburgse wie. Onder het Horsterse wie wordt in het Limburgs wae verstaan;
- Samenvallen van de tweeklanken ei en ou met ieë en oeë. Bijvoorbeeld bieën en boeëm tegenover de gewoonlijke Limburgse vormen bein en boum.
- Het behouden van de clusters alt en olt, waardoor ald en gold ontstaan (dit verschijnsel reikt tot in Venlo).

### Zuidelijke, Limburgse kenmerken
In de volgende gevallen komt het Horsters overeen met andere Limburgse dialecten:
- Behoud van het verschil tussen stoottoon en sleeptoon. Even ten noorden en westen van Horst verdwijnt dit verschijnsel weer. In America en Broekhuizen komt het al niet meer voor;
- Behoud van de vocaal û, geschreven als oe; waardoor er van hoes gesproken wordt en niet van huus (Kleverlands) of huis (Brabants).
- Behoud van de ê en ô; waardoor neet en good gebruikt worden in plaats van het Kleverlands én Brabantse nie en goed.

## Noot
1. ↑  Frens Bakker, Waar scheiden de dialecten in Noord-Limburg. Een dialectometrisch onderzoek naar het gewicht van isoglossen, proefschrift Nijmegen 2016.